# Église de l'Assomption de La Bâtie-Montsaléon
Pour les articles homonymes, voir Église de l'Assomption.
L'église de l'Assomption est une église située à La Bâtie-Montsaléon dans les Hautes-Alpes, en France.
Elle est inscrite au titre des monuments historiques depuis 1940.